# Prins Valdemar (skib)
|  | For artiklen om personen Prins Valdemar, se Prins Valdemar. |
Prins Valdemar (også stavet "Prinz Valdemar") var en 241 fod lang oprindeligt dansk 3-mastet stålbark opkaldt efter Prins Valdemar (1858-1939). Hun blev bygget til rederiet Winther i 1891 i Helsingør sammen med søsterskibet Prinsesse Marie og var et af de sidste store sejlskibe i sejlskibsæraen. Skibet var baseret ved Esbjerg om end det var indregistreret på Fanø. I 1913 blev skibet solgt til Norge og igen videre til USA i 1916.
Prins Valdemar gik ned i munden til Miamis havn den 10. januar 1926. Det tidligere danske krigsskib var opkøbt og sejlet til Miami for at fungerer som et flydende hotel, i slutningen af 20'ernes store ejendomsboom i Florida.
En mindre model af Prins Valdemar på omkring en meter eksisterer stadig og er udstillet på Toldmuseet i København.